# Zbînî, Voloveț
Zbînî (în ucraineană Збини) este un sat în așezarea urbană Jdenievo din raionul Voloveț, regiunea Transcarpatia, Ucraina.

## Demografie
Componența lingvistică a localității Zbînî
     Ucraineană (99,1%)
     Alte limbi (0,9%)
Conform recensământului din 2001, majoritatea populației localității Zbînî era vorbitoare de ucraineană (99,1%), existând în minoritate și vorbitori de alte limbi.